# Dan Faulk
Dan Faulk  (* 22. November 1969 in Philadelphia) ist ein US-amerikanischer Jazz-Musiker (Klarinette, Tenor- und Sopransaxophon).

## Leben und Wirken
Faulk wuchs in Westen der USA, meist in Arizona auf. Mit acht Jahren begann er Altsaxophon zu spielen, mit 14 wechselte er zum Tenor als Hauptinstrument und spielte in seinem Heimatstaat in Salsa- und Fusion-Bands. Ab 1987 besuchte er das Berklee College of Music in Boston, wo er bei dem Tenorsaxophonisten Bill Pierce studierte. Für anderthalb Jahre ging er ans William Paterson College in New Jersey und studierte bei Rufus Reid, Joe Lovano, Harold Mabern, Steve Turré und Norman Simmons. In dieser Zeit arbeitete er mit Barry Harris und Benny Golson. 1991 beendete er sein Studium mit dem Bachelor’s Degree in Music und war danach an seinem College als Leiter für die Jazz-Studien tätig; daneben arbeitete er mit Rufus Reid, spielte drei Jahre in dessen TanaReid Quintett und nahm zwei Alben mit der Formation auf. 1990 erwarb er den Master of Arts im Fach Jazzgeschichte an der Rutgers University.
Im Laufe seiner Karriere arbeitete Faulk mit Cindy Blackman, Henry Butler, J. J. Johnson, Ronnie Mathews, Eddie Allen, der Mingus Dynasty, dem Smithsonian Jazz Orchestra, James Spaulding und mit Steve Turré in dessen Projekt Sanctified Shells. Außerdem trat er auf zahlreichen Festivals in den USA und in Europa auf, spielte in Clubs wie dem New Yorker Blue Note bzw. Sweet Basil, im Yoshi’s in Oakland und im Kölner Subway. Unter eigenem Namen nahm er 1992 sein Album Focusing In für das Label Criss Cross Jazz auf, an dem Rufus Reid, Barry Harris und der Schlagzeuger Carl Allen mitwirkten. 1996 folgte für Fresh Sound sein Album Spirits in the Night. Sein bislang letztes Album ist The Dan Faulk Songbook (2003). Mit Lewis Porter leitet er das Quartett Freeology.
Faulk war zunächst als Professor an der Stony Brook University und bis 2004 an der City University of New York tätig; er ist einer der Herausgeber des Journal of Jazz Studies.